# Palácio Colinas de Boé

O Palácio Colinas de Boé é o edifício onde funciona a Assembleia Nacional Popular da Guiné-Bissau, a casa legislativa da Guiné-Bissau. 

## História
Em 2 de junho de 1998, inaugurou-se a primeira Sede da Assembleia Nacional Popular “COLINAS DE BOÉ” na zona industrial de Brá, construída de raíz com o financiamento de Taiwan. Mas, o conflito de 7 de junho viria pouco depois ocasionar destruições parciais no edifício.
Em 2000, de novo, o Governo Guineense entrou em negociações desta vez com a República Popular da China, no sentido de construir um novo Palácio.  Assim, no âmbito da cooperação Sino-Guineense, a atual sede da Assembleia Nacional Popular inaugurada em 23 de março de 2005.